# Hahn (Fahrzeugmarke)

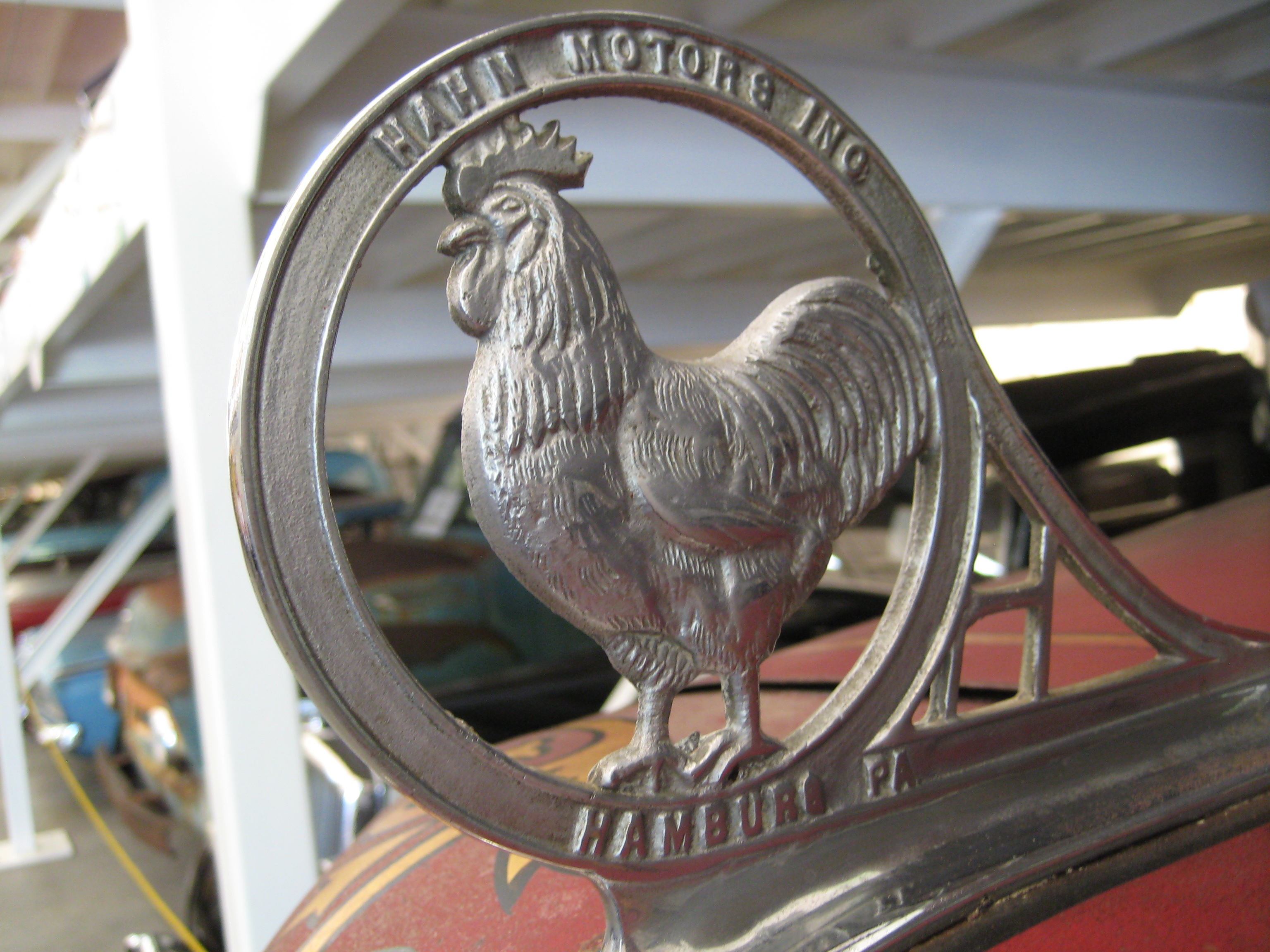
Das Emblem an einen noch existierenden Fahrzeug zeigt einen Hahn

Hahn war eine US-amerikanische Marke für Nutzfahrzeuge.

## Markengeschichte
Unter dem Markennamen Hahn wurden ab  1907 Lastkraftwagen, Omnibusse und Feuerwehrfahrzeuge angeboten. Die Firmierungen wechselten mehrfach. Zunächst war es W. G. Hahn & Brothers aus Hamburg in Pennsylvania. 1913 wurde daraus Hahn Motor Truck & Wagon Company und 1920 Hahn Motor Truck Company. 1927 wurde die Bethlehem Motor Truck Company aus Allentown im selben Bundesstaat übernommen und der Sitz dorthin verlegt, allerdings fand die Produktion weiterhin im Werk in Hamburg statt. Ab diesem Jahr findet sich die Firmierung Hahn Motor Truck Corporation. 1930 kam es zu einem Zusammenschluss mit der Selden Truck Corporation aus Rochester. Die neue Gesellschaft hieß Selden-Hahn Motor Truck Corporation. Bereits nach 16 Monaten kam es zur Trennung. Hahn Motors aus Hamburg setzte die Produktion fort.
1990 endete die Produktion.
Die Internetseite opencorporates.com bestätigt die folgenden Firmierungen:
- Hahn Motor Truck and Wagon Company ab 1. Januar 1913[3]
- Hahn Motor Truck Company ab 1. Januar 1920[4]
- Hahn Motor Truck Company ab 9. März 1920[5]
- Hahn Motor Truck Corporation ab ?[6]
- Hahn Motor Truck Corporation ab 1. Dezember 1926[7]
- Selden-Hahn Motor Truck Corporation ab 17. März 1930[8]
- Selden-Hahn Motor Truck Corporation ab ?[9]
- Hahn Motors Inc ab 1. Juni 1931[10]
- Hahn Motors Inc. ab 2. Juni 1931[11]

## Fahrzeuge
Die ersten Lkw hatten einen Vierzylindermotor von der Continental Motors Company und Kettenantrieb. Für 1914 ist ein Anderthalbtonner bekannt. 1915 gab es fünf Modelle mit 680 kg bis 3,5 Tonnen Nutzlast. Im gleichen Jahr entstand das erste Feuerwehrfahrzeug. 1918 ergänzte ein Fünftonner das Sortiment. 1922 gab es acht Modelle, die zwischen 1 und 6 Tonnen Nutzlast laden konnten. Ab 1923 waren Motoren von Hercules verfügbar und ab 1926 auch Sechszylindermotoren. Von beiden Motorenlieferanten kamen Vier- und Sechszylindermotoren. Für das gleiche Jahr sind erstmals Busse überliefert. Jene mit 27 und 35 Sitzen hatten einen Continental-Sechszylindermotor, während der kleinere mit 20 Sitzen einen Hercules-Vierzylindermotor hatte. Im August 1929 wurden eine neue Lkw-Serie mit Continental-Sechszylindermotoren angekündigt. Sieben Modelle zwischen 0,75 und 5 Tonnen wurden angeboten. Anfang der 1930er Jahre hatten einige Fahrzeuge einen Sechszylindermotor von der H. H. Franklin Manufacturing Company. Ab 1933 lag der Schwerpunkt auf Feuerwehrfahrzeugen. Bis 1941 entstanden weitere Lkw auf Kundenwunsch, die einen Sechszylindermotor von Waukesha Engines hatten.
Nach dem Zweiten Weltkrieg wurden bis 1948  Lieferwagen-Aufbauten auf Ford-Fahrgestellen für United Parcel Service gefertigt. Danach stellte das Unternehmen nur noch Feuerwehrfahrzeuge her. Sie hatten wahlweise Dieselmotoren von Detroit Diesel oder Ottomotoren von Waukesha.

## Stückzahlen
In den 1920er Jahren entstanden jährlich etwa 600 Lkw. Ab 1927 stieg die Zahl. Anfang der 1970er Jahre wurden jährlich etwa 100 Feuerwehrfahrzeuge gefertigt. Eine andere Quelle gibt die gleiche Zahl für 1980 an.
Das Auktionshaus Bonhams bot 2012 einen erhaltenen Pick-up von etwa 1918 an und erwartete einen Preis von 8.300 bis 12.000 Euro.